# Agrostis adscendens
Agrostis adscendens é uma espécie de gramínea do gênero Agrostis, pertencente à família Poaceae.